# Tamara Bikova
Tamara Vladimirovna Bikova (rusko Тамара Владимировна Быкова), ruska atletinja, * 21. december 1958, Azov, Sovjetska zveza.
Nastopila je na poletnih olimpijskih igrah v letih 1980 in 1988, ko je osvojila bronasto medaljo v skoku v višino, leta 1980 je bila deveta. Na svetovnih prvenstvih je osvojila naslov prvakinje leta 1983 in podprvakinje leta 1987, na svetovnih dvoranskih prvenstvih dve srebrni medalji, na evropskih prvenstvih srebrno medaljo leta 1982, na evropskih dvoranskih prvenstvih pa zlato in srebrno medaljo. Trikrat je izenačila ali postavila svetovni rekord v skoku v višino v letih 1983 in 1984. Leta 1990 je prejela trimesečno prepoved nastopanja zaradi dopinga.